# John R. Willis
John Raymond Willis (* 1940) ist ein britischer Ingenieurwissenschaftler und Angewandter Mathematiker, der sich mit theoretischer Festkörpermechanik befasst.
Willis studierte an der Universität London mit dem Bachelor-Abschluss 1961 (im selben Jahr erhielt er den Lubbock Prize der Universität London und den Governors Prize in Mathematik des Imperial College) und der Promotion 1964. Außerdem erwarb er 1966 einen Master-Abschluss an der Universität Cambridge. 1962 bis 1964 war er Assistant Lecturer am Imperial College und 1964/65 am Courant Institute of Mathematical Sciences of New York University. 1972 bis 1994 war er Professor für Angewandte Mathematik an der University of Bath und ab 2000 Professor für Theoretische Festkörpermechanik an der Universität Cambridge (unterbrochen von den Jahren 2000/2001, als er wieder Professor in Bath war). Von 1998 bis 2004 war er in Teilzeit Professor an der École polytechnique.
Er befasst sich mit mathematischen Problemen der Festkörpermechanik, unter anderem Statik und Dynamik von Verbundmaterialien, nichtlineare Bruchmechanik, Theorie von Versetzungen, Elastodynamik von Rissausbreitung, zerstörungsfreie Werkstoffprüfung mit Ultraschall.
1997 erhielt er die Timoshenko Medal, 1998 die William Prager Medal und 2012 den Euromech Solid Mechanics Prize. 1971 erhielt er den Adams-Preis in Cambridge. 1992 wurde er Fellow der Royal Society. Er ist Mitglied der National Academy of Engineering und der Académie des sciences.
1982 bis 2006 war er Mitherausgeber des Journal of Mechanics and Physics of Solids.